# Cloquet
Cloquet és una població dels Estats Units a l'estat de Minnesota. Segons el cens del 2000 tenia 11.201 habitants.

## Demografia
Segons el cens del 2000, Cloquet tenia 11.201 habitants, 4.636 habitatges, i 2.967 famílies. La densitat de població era de 122,7 habitants per km².
Dels 4.636 habitatges en un 30,8% hi vivien nens de menys de 18 anys, en un 47,1% hi vivien parelles casades, en un 12,4% dones solteres, i en un 36% no eren unitats familiars. En el 31% dels habitatges hi vivien persones soles el 14,6% de les quals corresponia a persones de 65 anys o més que vivien soles. El nombre mitjà de persones vivint en cada habitatge era de 2,38 i el nombre mitjà de persones que vivien en cada família era de 2,96.
Per edats la població es repartia de la següent manera: un 25,6% tenia menys de 18 anys, un 8,5% entre 18 i 24, un 27,5% entre 25 i 44, un 21,4% de 45 a 60 i un 16,8% 65 anys o més.
L'edat mediana era de 38 anys. Per cada 100 dones de 18 o més anys hi havia 86,1 homes.
La renda mediana per habitatge era de 35.675 $ i la renda mediana per família de 47.799 $. Els homes tenien una renda mediana de 40.140 $ mentre que les dones 26.144 $. La renda per capita de la població era de 17.812 $. Entorn del 7,7% de les famílies i el 9,9% de la població estaven per davall del llindar de pobresa.

## Poblacions més properes
El següent diagrama mostra les poblacions més properes.